# تاريخ فيراري
فيراري شركة إيطالية تُنتج السيارات الرياضية منذ عام 1947، ولكن تعود جذورها إلى عام 1929، عندما شكل إنزو فيراري فريق سباقات سكوديريا فيراري.          
وخلافًا للعديد من الشركات المماثلة والمستقلة، استمرت فيراري المملوكة لمجموعة فيات في الازدهار بعد وفاة مؤسسها ذو الكاريزما، وهي اليوم واحدة من أنجح شركات السيارات الرياضية في العالم. في يناير 2016، انفصلت فيراري رسميًا عن الشركة الأم فيات كرايسلر للسيارات.

## سكوديرنا فيراري-1929 -1937
لم يكن إنزو فيراري مهتمًا في البداية بفكرة إنتاج السيارات البرية عندما شَكل شركة سكوديرنا فيراري في عام 1929، مع مقر في مودينا. اشترت سكوديرنا سيارات سباق مُهيأة ومُعدة للسائقين المشهورين.  وسرعان ما أصبح المركز التقني لسباقات ألفا روميو، واستولى فعليًا على إدارة سباقاته الرسمية في عام 1933 عندما سحب ألفا روميو فريق السباق الداخلي. ثم زُودت سكوديريا ب بي3 ألفا روميو مونوبوستوس، وأرسلت العديد من السائقين المشهورين، مثل تازيو نوفولاري وآشيل فارزي. وأصبحت مونوبوستوس فيراري تضع درع الحصان الجامح على غطاء المحرك. في عام 1935، صَممت ورشة فيراري وبَنت أول سيارة سباق لها وهي ألفا روميو بيموتور، بوصفها الخطوة الأولى لتصبح شركة تصنيع سيارات. علاوةً على ذلك، خلال عام1937، صننعت النماذج الأولى ل158 Alfetta في مودينا تحت اشراف انزو فيراري. في عام 1938 أعادت ألفا روميو عملية السباق مرة أخرى داخل الشركة، وشكلت ألفا كورس في ميلانو، ووظفت إنرو فيراري مديرًا لقسم السباقات الجديد. في الوقت نفسه، أعفِي سكوديريا فيراري.

## أوتو أفيو كوستروزيوني -1939 - 1946
في 6 سبتمبر 1939، غادر إنزو فيراري ألفا روميو بموجب حكم يقضي بأنه لن يستخدم اسم فيراري بالاقتران مع السباقات أو سيارات السباق مدة لا تقل عن أربع سنوات. وبعد بضعة أيام، أسس شركة أوتو أفيو كوستروزيوني ومقرها في منشآت شركة سكوديريا فيراري القديمة في مودينا. أنتجت الشركة الجديدة ظاهريًا أدوات آلية وأجزاء طائرات، ولكن في عام 1940، بَنَت فيراري مثالين لسيارة السباق أوتو أفيو كوستروزيوني 815، استنادًا إلى منصة فايت 508c. كانت أول سيارة فيراري، وظهرت لأول مرة في عام 1940 ميل ميجليا، ولكن بسبب الحرب العالمية الثانية لم تشهد منافسة تُذكر. في عام 1943، انتقل مصنع فيراري إلى مارانيلو، حيث ظل هناك منذ ذلك الحين. خلال الحرب كان تركيز الشركة غالبًا على تصنيع آلات الطحن، التي كانت نسخًا من آلات الأدوات الألمانية الأصلية. قَصَفَ الحلفاء المصنع بين عامي 1945-1944، ولكن أعيد بناه بسرعة. في أواخر عام 1945،  بعد انتهاء الحرب، كلفت شركة فيراري جيسوكاتشينو كولومبو بتصميم محرك V12 جديد.  في ديسمبر 1946، أصدرت فيراري للصحافة مواصفات رسومات سيارتها الجديدة.

## البداية-1961 – 1947
أول سيارة تحمل شارة فيراري كانت السيارة الرياضية 125 سبورت، التي صدرت عام 1947، وتعمل بمحرك 1.5 لتر V12. في 12 مارس، أخرجت إنزو فيراري السيارة لأول اختبارٍ لها على الطرق المفتوحة. ظَهر مثالان لأول مرة في 11 مايو1947 في حلبة سباقات بياتشينزا، بقيادة فرانكو كورتيز ونينو فارينا. وكانت هذهِ المرة الأولى التي تَدخل فيها سيارة ذات شارة فيراري في سباق. في عام 1950، أدخلت فيراري سيارات السباق في موناكوجراند بريكس، وهو أول حدث في بطولة العالم أقيم هناك. فاز خوسيه فرويلان غونزاليس بأول جائزة كبرى لفيراري في عام 1951، وحصل ألبرتو أسكارة على أول لقب عالٍ لفيراري في عام 1952، كما أعاد الكَرّة في الموسم التالي. في عام 1957، غيرت شركة فيراري اسمها إلى أوتو كوستروزيوني فيراري. وفي العام نفسه، قُدِم دينو ماركي.

## وفاة إنزو عام 1988
تُوفي إنزو فيراري عام 1988، عن عمر يناهز 90 عاماً. وكان آخر نموذج كُلِف به هو النموذج المتخصص F40. زادت شركة فيات من حصتها في فيراري إلى 90 بالمئة، بعد شرائها أسهم مؤسسها. وعُين المدير الرياضي السابق لوكا كورديرو دي مونتيزيمولو رئيسًا عام 1991.